# Grande fome de 1845–1849 na Irlanda

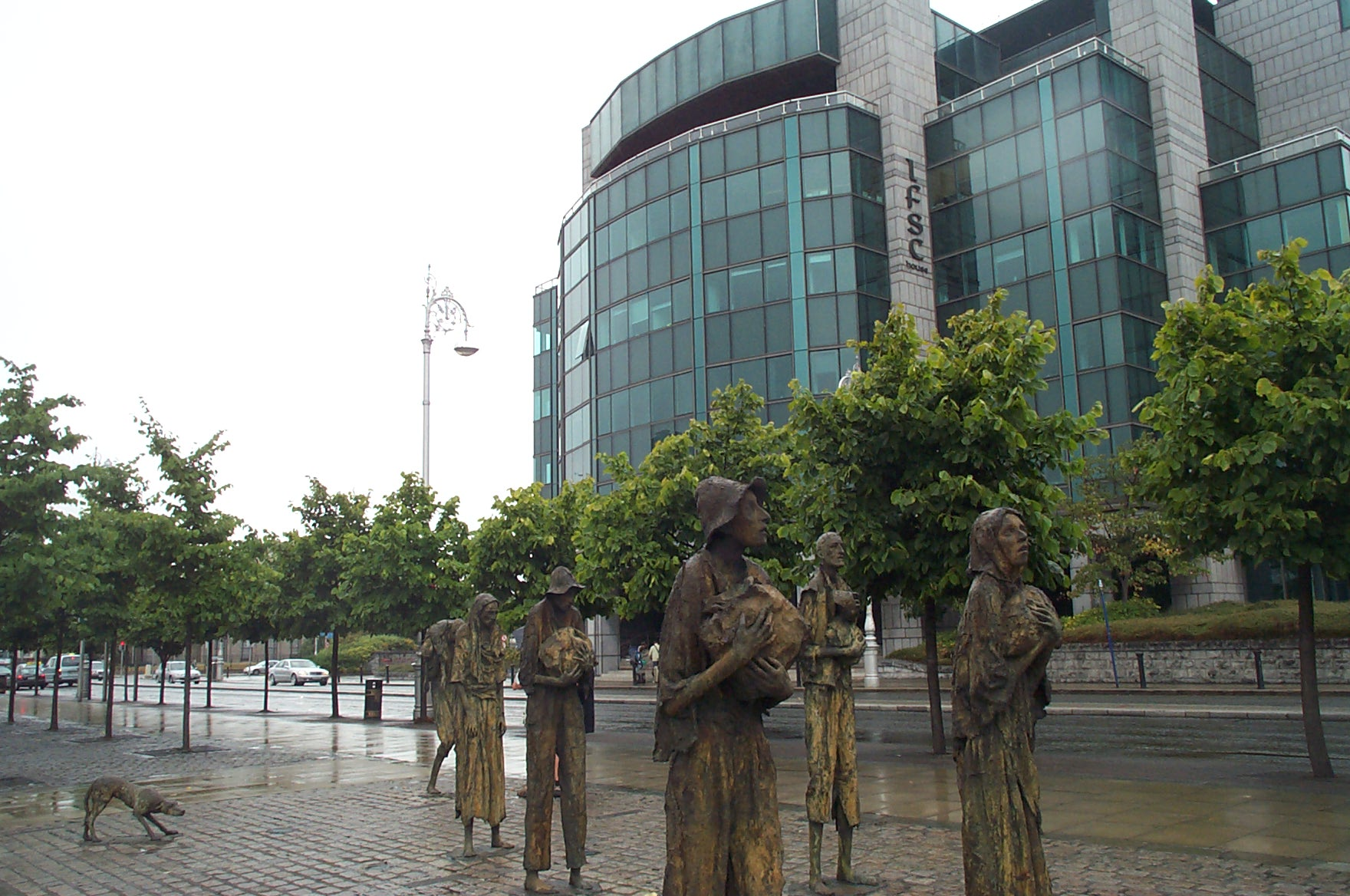
Escultura em Dublin em homenagem às vítimas da Grande Fome de 1845–1849 na Irlanda.

A Grande fome de 1845–1849 na Irlanda (em irlandês: An Gorta Mór; lit. "A Grande Fome") foi um período de fome, doenças e emigração em massa entre 1845 e uma data variável entre 1849 e 1852, em que a população da Irlanda se reduziu entre 20 e 25 por cento inaugurando o primeiro período de crise da região. A fome provocou a morte de cerca de um milhão de pessoas e forçou mais de um milhão a emigrar da ilha, principalmente para os Estados Unidos e o Canadá. A causa mais próxima da fome foi uma doença provocada pelo oomiceto Phytophthora infestans, que contaminou em larguíssima escala as batatas em toda a Europa durante a década de 1840. Apesar de a Europa inteira ter sido atingida, um terço de toda a população da Irlanda dependia unicamente de batatas para sobreviver, e o problema foi exacerbado por diversos fatores, ligados à situação política, social e econômica que ainda são matéria de debate na comunidade acadêmica.
A fome foi um choque social na história da Irlanda: os efeitos alteraram para sempre o plano demográfico, político e cultural irlandês. Entrou para a memória popular, sendo desde então um dos pontos mais lembrados pelos movimentos nacionalistas irlandeses. A história da Irlanda geralmente é dividida entre os períodos "pré-fome" e "pós-fome". A grande fome é também recordada como a maior catástrofe demográfica a atingir a Europa entre a Guerra dos Trinta Anos e a Primeira Guerra Mundial, com um excesso de mais de um milhão de mortes na Irlanda em relação ao expectável se não tivesse existido.

## Causas e fatores que contribuíram para a fome
Desde 1801 a Irlanda era governada segundo o Ato de União de 1800, como parte do Reino Unido da Grã-Bretanha e Irlanda. O poder executivo estava nas mãos do Lorde Tenente da Irlanda e do Secretário Geral da Irlanda, os dois apontados no cargo pelo Governo Britânico. A Irlanda enviou 105 membros do parlamento para a Câmara dos Comuns do Reino Unido, e os representantes irlandeses elegiam entre si 28 membros para um cargo perpétuo na Câmara dos Lordes. Entre 1832 e 1859, 70% dos representantes irlandeses eram donos de terras ou filhos de donos de terras.
Nos 40 anos de união que se seguiram, os sucessivos governos britânicos tentaram resolver os problemas de governação de um país que, de acordo com Benjamin Disraeli, em 1844, tinha "uma população morrendo de fome, uma aristocracia ausente, uma Igreja alienígena, além do mais fraco governo executivo do planeta". Um historiador calculou que entre 1801 e 1845 houve 114 comissões e 61 comitês especiais que visitaram o estado da Irlanda e "todos sem exceção profetizavam um desastre; a Irlanda estava à beira de uma fome em massa, a população crescendo rapidamente, três quartos dos trabalhadores desempregados, péssimas condições de habitação e um nível de vida inacreditavelmente baixo". Isso era um contraste com o estado britânico, que tinha começado a aproveitar a prosperidade moderna da Era Vitoriana e a Era Industrial. Leis contra a educação católica e a posse de terras tornavam esse progresso impossível na Irlanda, até que o código penal fosse abolido 50 anos após a fome, mas a recuperação da economia foi lenta, devido às famílias donas de terra terem continuado com suas propriedades. O governo britânico tinha começado a tributar pesadamente a agricultura e forçado a região a exportar a maior parte dos seus alimentos para a Grã-Bretanha, o que elevou a dependência da população local por tubérculos, o que tornava suscetível o plantio à pragas.

### Donos de terra e propriedades
A emancipação católica foi atingida em 1829. Os católicos eram aproximadamente 80% da população, a maioria vivendo em condições de pobreza e insegurança. No topo da pirâmide social estava a classe protestante ascendente, os ingleses e as famílias anglo-irlandesas, que eram donas da maiorias das terras, e que tinham poder ilimitado sobre seus domínios. Algumas dessas propriedades eram vastas: por exemplo, o Conde de Lucan era dono de 24 000 hectares. Muitos desses donos de terras viviam em Inglaterra e eram chamados de "aristocracia ausente". Eles usavam agentes para administrar suas propriedades, e o lucro era enviado para a Inglaterra. Uma boa parte deles nunca chegou a ir à Irlanda. Pagavam salários mínimos para plantação, ou a criação de gado para exportação.
Em 1843, o governo britânico considerou a questão de terra a principal causa dos problemas no país, e foi criada uma Comissão Real, liderada pelo Conde de Devon, para fazer um inquérito das leis sobre a ocupação de terras na Irlanda. Daniel O'Connell descreveu a comissão como totalmente tendenciosa, composta apenas por donos de terras. Em fevereiro de 1845, Devon relatou que era "impossível descrever adequadamente as privações que os trabalhadores irlandeses e suas famílias aguentavam… em muitos distritos seu único alimento era a batata, e sua única bebida a água… seus barracos mal protegiam contra o tempo… cama ou cobertor era luxo… e quase em todas, seus porcos e pilhas de excremento consistiam sua única propriedade". Os comissionados concluíram que não "podem esquecer a enorme paciência que a classe trabalhadora tem mostrado ao aguentar um sofrimento maior, nós acreditamos, que qualquer povo de qualquer país da Europa tem que sustentar".
A comissão concluiu que a principal causa era a péssima relação dos donos de terra com seus empregados. Não existia realeza hereditária, laço feudal ou paternalismo como na Inglaterra. A Irlanda era um país conquistado, como se depreende do discurso do Conde de Clare sobre os donos de terras: "o título é confiscar a terra". De acordo com Woodham-Smith, os donos de terra irlandeses achavam que as suas terras eram apenas fonte de riqueza de onde se devia extrair a maior quantidade de dinheiro possível, com os irlandeses "expressando seu descontentamento em quieta indignação". De acordo com o Conde de Clare, a Irlanda era um lugar hostil para se viver, e como consequência a aristocracia ausente era comum, com alguns visitando suas propriedades apenas uma ou duas vezes em suas vidas. O dinheiro do aluguel das terras era todo gasto na Inglaterra, sendo estimado que um total de seis milhões de libras foram enviados para fora da Irlanda apenas em 1842. A coleta desses valores ficava nas mãos dos agentes dos donos das terras, cujo talento era avaliado de acordo com a quantidade de dinheiro que conseguiam extorquir às pessoas.
Durante o século XVIII um novo sistema para negociar com os donos de terra foi criado, o sistema do "intermediário". Isto garantia aos donos de terra um fluxo contínuo de rendimento, e lhes retirava qualquer responsabilidade; o locatário porém era sujeito a humilhações pelo intermediário. Descritos pela comissão como os "mais opressivos tiranos que ajudaram à destruição do próprio país", eram descritos como "tubarões de terra" e "vampiros".
O intermediário alugava grandes quantidades de terra dos donos a uma taxa plana, que era definida como eles bem entendiam. Então dividiam essa terra em vários pequenos lotes para aumentar a quantidade de aluguéis que podiam obter, um sistema conhecido como germinação. Os locatários podiam ser expulsos por razões como não pagamento dos aluguéis, que eram extremamente altos, ou pela decisão do dono da terra de criar ovelhas em vez plantar grãos. O locatário pagava o aluguel trabalhando para o dono da terra.
Qualquer melhoria feita nas propriedades era tornada automaticamente propriedade dos donos das terras quando o contrato terminava, o que agia como um desestimulante para melhorias. Os locatários não tinham nenhum tipo de segurança em relação à terra, e podiam ser expulsos a qualquer momento. Esta classe de locatários formava a maioria dos camponeses na Irlanda, exceto em Úlster, onde existia uma prática conhecida como "direito do locatário", onde os locatários eram compensados por qualquer melhoria feita na propriedade feita por si. Os comissários disseram, de acordo com Woodham-Smith, que "a superior prosperidade e tranquilidade de Ulster, comparada à do resto da Irlanda, era devida ao direito do locatário".
Os donos de terra da Irlanda usavam os seus poderes sem nenhum remorso, e as pessoas temiam-nos. Nessas circunstâncias, diz Woodham-Smith, a "indústria e as empresas eram extintas, e os camponeses criados eram por isso dos mais destituídos da Europa".

### Locatários, subdivisões e falências
Em 1845, 24% de todas as fazendas de locatários irlandeses tinham área entre 0,4 e 2 hectares, enquanto 40% iam de 2 até 6 hectares. As propriedades eram tão pequenas que davam apenas para plantar batata, pois nenhuma outra plantação rendia o suficiente para sustentar uma família. O governo britânico sabia que um pouco antes da Grande Fome a pobreza era tão generalizada que um terço de todos os fazendeiros de pequeno porte não podiam nem mesmo sustentar suas famílias, após pagar o aluguel, a não ser através de ganhos do trabalho sazonal feito na Inglaterra e na Escócia. Após a fome, reformas foram feitas proibindo a divisão de terras até um certo tamanho.
O censo de 1841 mostrou uma população de apenas 8 milhões, dos quais dois terços dependiam da agricultura para sobreviver, mas raramente recebiam um salário para trabalhar. Estes tinham que trabalhar para os donos de terra em troca do seu próprio pedaço de terra, assim conseguindo plantar alimentos suficientes para as suas famílias. Esse sistema forçou os irlandeses a praticar a monocultura, e apenas a batata rendia quantidades suficientes para sustentar toda uma família. O direito por um pedaço de terra podia ser a diferença entre a vida e a morte na Irlanda no início do século XIX.

### Dependência da batata

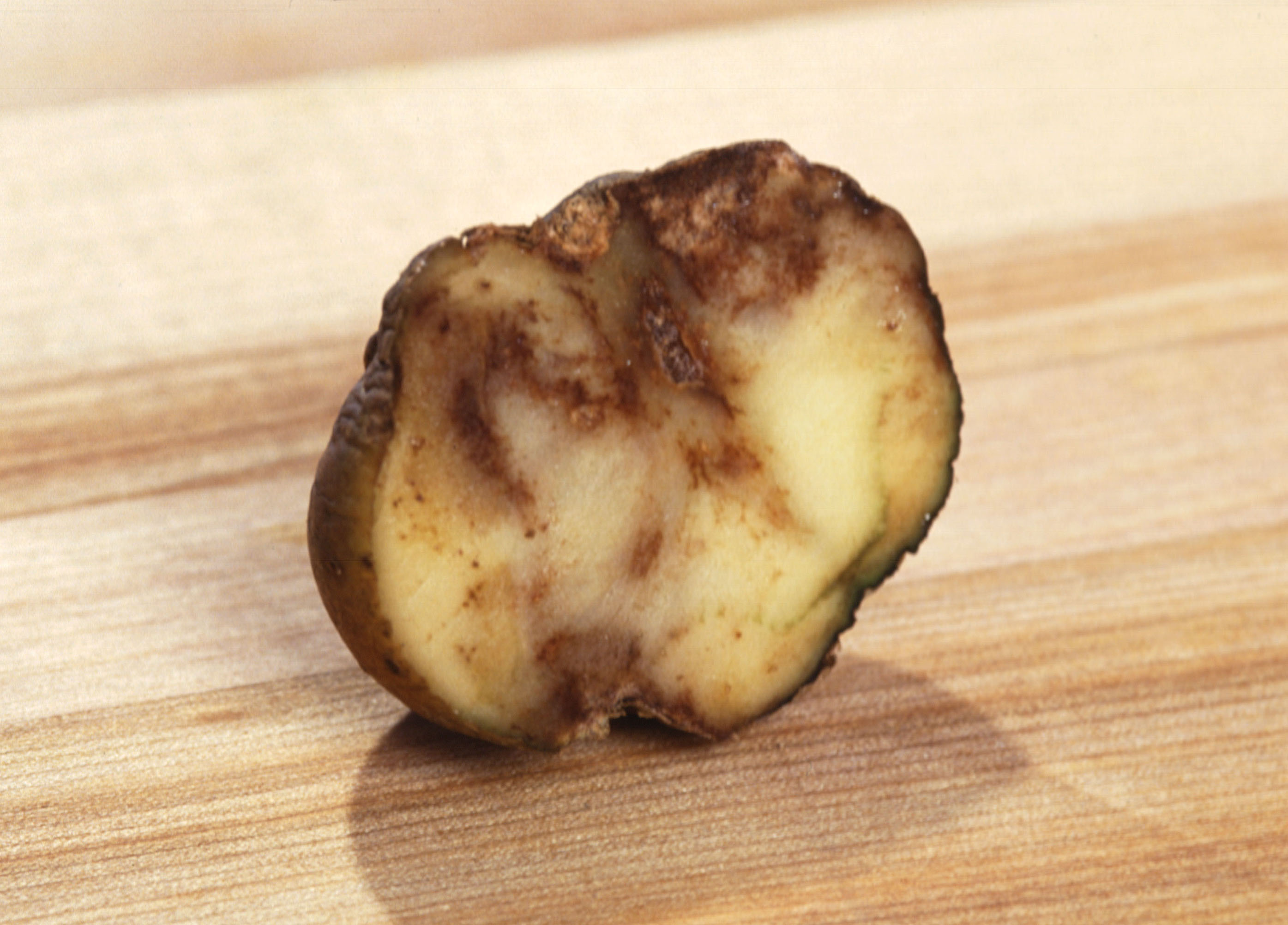
A infestação de batatas com Phytophtora infestans foi uma das causas principais da grande fome na Irlanda.

A batata foi introduzida na Irlanda como planta de jardim. Em finais do século XVII tornar-se-ia um alimento suplementar, enquanto a dieta principal ainda era baseada em pão, leite e produtos baseados em grão de cereal. Nas primeiras duas décadas do século XVIII a batata passou a ser o alimento de base dos pobres, principalmente no inverno. A expansão da economia entre 1760 e 1815 viu as batatas ocuparem o lugar de alimento principal durante todo o ano em todas as pequenas propriedades rurais.
«As terras de pasto célticas da… Irlanda foram usadas para pasto de vacas durante séculos. Os britânicos colonizaram… os irlandeses, transformando a maior parte do campo em uma vasta terra de pasto para criar gado para um mercado consumidor faminto em casa… O gosto britânico por carne teve um impacto devastador para as pessoas pobres e desafortunadas da… Irlanda… Retirados das melhores terras e forçados a plantar em pequenos pedaços de terra marginal, os irlandeses recorreram à batata, uma colheita que podia ser produtiva em solo pouco favorável. Eventualmente, as vacas tomaram a maior parte da Irlanda, deixando a população nativa virtualmente dependente da batata para a sobrevivência.»— Jeremy Rifkin, Beyond Beef (pp. 56–57)

### A peste da batata na Irlanda
Antes da chegada da doença Phytophthora infestans, existiam apenas duas doenças principais da planta da batata. Uma era conhecida como dry rot e a outra era um vírus, conhecido como 'curl.

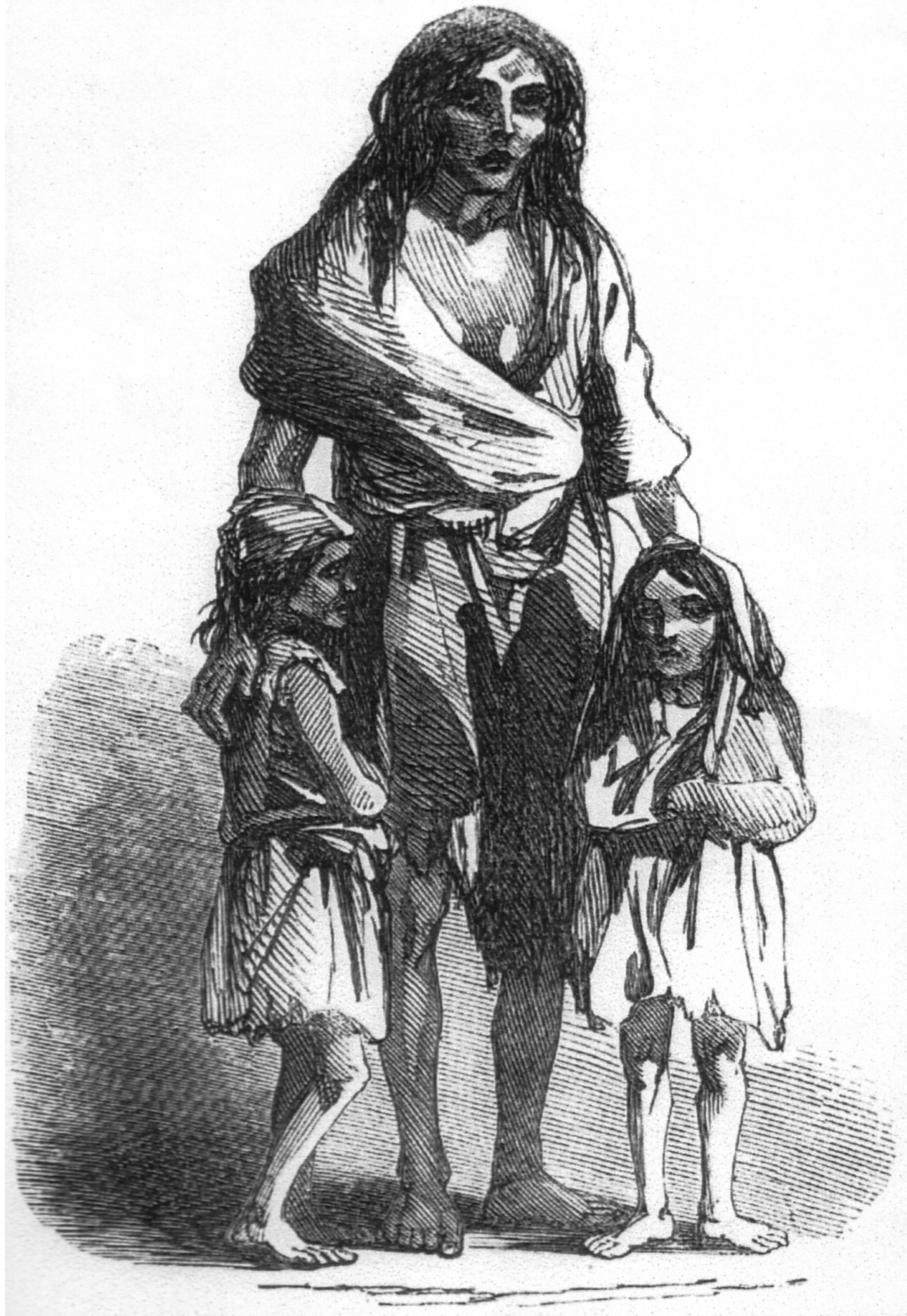
Retrato de Bridget O'Donnell e suas duas crianças durante a fome em 1849.

No censo de 1851 da Irlanda feito pelos comissários anotaram-se 24 falhas na lavoura de batata desde 1728, com vários graus de gravidade. Em 1739 a lavoura foi completamente destruída, e novamente em 1740. Em 1770, a lavoura falhou novamente. Em 1800 houve outra falha generalizada, e em 1807 metade da lavoura foi perdida. Em 1821 e 1822, a lavoura de batata falhou completamente em Munster e Connacht, e 1830 e 1831 foram anos de falha nos condados de Mayo, Donegal e Galway. Em 1832, 1833, 1834 e 1836, um alto número de distritos sofreram sérias perdas, e em 1835, a lavoura falhou em Úlster. Em 1836 e 1837, houve falhas extensivas por toda Irlanda e novamente em 1839, onde a falha foi universal em todo país. Tanto 1841 e 1844 a falha da lavoura foi generalizada. De acordo com Woodham-Smith, "a falta de confiança na lavoura de batata era um facto já reconhecido na Irlanda".
Não se sabe ao certo quando e de que modo a peste Phytophthora infestans atingiu a Europa, mas de acordo com P. M. A. Bourke, a praga certamente não estaria presente antes de 1842, e provavelmente chegou em 1844. Pelo menos uma das fontes de infestação sugere como local de origem a região dos Andes, em particular o Peru. A praga deve ter vindo para a Europa em navios de carga de guano, que era usado como fertilizante na Europa.
Em 1844, jornais irlandeses traziam relatórios sobre a doença que há dois anos atacava a lavoura de batatas nas Américas. De acordo com James Donnelly, uma fonte provável foi o leste dos Estados Unidos, onde em 1843 e 1844 a peste devastou a cultura de batatas, sugerindo que navios de Baltimore, Filadélfia ou Nova Iorque poderão ter trazido a doença para os portos europeus. W.C. Paddock sugere que ela foi transportada em batatas usadas para alimentar passageiros nos navios de imigrantes.
Quando a peste foi introduzida, rapidamente se espalhou. Pelo final do verão e início do outono de 1845, já tinha atingido a Europa Central. A Bélgica, os Países Baixos, o norte da França e o sul da Inglaterra, em meados de agosto estavam atingidos.
Em 16 de agosto, o Gardeners' Chronicle and Horticultural Gazette publicou um artigo que descreveu uma peste de caráter não usual na Ilha de Wight. Uma semana depois, em 23 de agosto, foi relatado que uma doença assustadora apareceu nas lavouras de batatas… na Bélgica foi dito que os campos estão desolados. Não existe uma única amostra saudável no mercado de Covent Garden… Sobre a cura para este destempero, não existe… Estes artigos foram publicados extensivamente pelos jornais Irlandeses. Em 13 de setembro, o Gardeners' Chronicle fez um anúncio dramático: Nós paramos a prensa com muito pesar para informar que a doença foi inequivocamente declarada na Irlanda. O Governo Britânico está otimista apesar disto sobre as próximas semanas.
A perda das culturas em 1845 foi estimada em 50% até um terço. O comitê da Casa de Mansion em Dublin, para onde centenas de cartas de toda Irlanda estavam endereçadas, declarou em 19 de novembro de 1845 que sem sobra de dúvida mais de um terço de toda a produção de batata fora destruída.
Em 1846 três quartos das colheitas foram perdidas devido à peste. Em Dezembro, um terço de milhão de pessoas destituídas foram empregadas pelo serviço público. De acordo com Cormac Ó Gráda, o primeiro ataque da peste causou dificuldades consideráveis na Irlanda rural, no outono de 1846, e as primeiras mortes por fome foram registradas. Batatas para plantio estavam em falta em 1847, e poucas germinaram, então a fome continuou. Em 1848, a produtividade foi apenas dois terços do normal. Mais de 3 milhões de Irlandeses eram dependentes de batatas para alimentação, então fome e mortes eram inevitáveis.

## Reação na Irlanda
A Corporação de Dublin enviou um memorial à rainha Vitória, "rezando para ela convocar o Parlamento antecipadamente" (o Parlamento estava em recesso na época), e recomendar a requisição de dinheiro para obras públicas, especialmente ferrovias, na Irlanda. O Conselho da Vila de Belfast se reuniu, e fez sugestões similares, mas nenhuma das duas associações pediu por caridade, de acordo com Mitchel. "Eles demandavam que, já que a Irlanda era efetivamente parte integral do reino, as contas unidas das duas ilhas deveriam ser usadas, não por caridade, mas para prover empregos em obras públicas de utilidade comum". Era a opinião de Mitchel que "se Yorkshire e Lancashire na Inglaterra tivessem sustentado uma calamidade similar, sem dúvida essas medidas teriam sido tomadas, rápida e livremente".
Um conselho de cidadãos de Dublin, incluindo Augustus FitzGerald, Valentine Lawless e Daniel O'Connell, dirigiram-se ao Lorde Tenente da Irlanda e ofereceram sugestões, como abrir os portos para grãos importados durante algum tempo, parar a destilação de grãos ou promover obras públicas. Isto era extremamente urgente, já que milhões de pessoas logo estariam sem alimentos. O Lorde Heytesbury afirmou-lhes que tal "era prematuro", e pediu para que não ficassem alarmados, que estudiosos (Playfair e Lindley) foram mandados da Inglaterra para verificar esses factos, e que inspetores estavam enviando relatórios constantemente sobre seus distritos, além de não existir pressão iminente nos mercados. Desses relatórios do Lorde Haytesbury, Peel, numa carta para Sir James Graham, disse que as notícias eram alarmantes, mas lembrou que, de acordo com Woddham-Smith, "sempre existe uma tendência das notícias serem exageradas na Irlanda".
Em 8 de dezembro de 1845, Daniel O'Connell propôs os seguintes remédios para o desastre iminente. Uma das primeiras coisas que ele sugeriu foi a introdução do "Direito do Locatário" como era praticado em Úster, dando ao dono da terra um generoso aluguel, mas dando ao locatário uma compensação para qualquer dinheiro que ele tenha gasto na terra para melhorias.
O'Connell sugeriu então o uso das técnicas legislativas belgas durante a mesma temporada: fechar os portos contra a exportação de provisões, mas abrir para as importações. Ele sugeriu que se a Irlanda tivesse um Parlamento doméstico os portos poderiam ser abertos e as lavouras abundantes, plantadas na Irlanda ficariam para os irlandeses. O'Connell manteve que apenas um Parlamento Irlandês poderia prover as pessoas tanto com alimentos como com empregos, pedindo a destruição do ato de união de 1800.

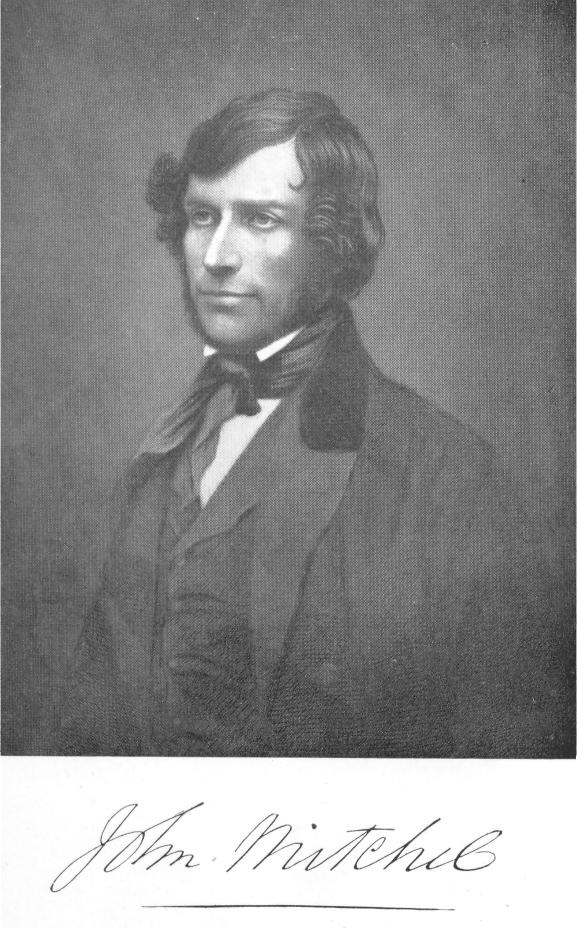
John Mitchel.

John Mitchel, um dos principais escritores políticos irlandeses, em meados de 1844, no jornal irlandês A Nação levantou a questão da "Doença da batata" na Irlanda, notando o quão poderoso a fome era em certas revoluções. Em 14 de fevereiro de 1846 revelou sua visão sobre "a maneira escancarada que a fome estava se formando", e perguntou, por que o governo nem ao menos tinha uma concepção de que logo "milhões de seres humanos na Irlanda nada teriam para comer".
Em 28 de fevereiro, escrevendo sobre o plano de ajuda em votação na Câmara dos Lordes, ele notou que esse tipo de projeto não iria sofrer obstruções. Em sua visão, porém, o governo iria divergir em como eles deveriam alimentar a população irlandesa".
No artigo "English rule" de 7 de março de 1846, Mitchel publicou que o povo irlandês estava "esperando a fome dia após dia" e a atribuíram coletivamente não tanto "ao governo dos Céus mas à ganância e política cruel da Inglaterra". Continuou no mesmo artigo dizendo que as pessoas "acreditavam que a permanência enquanto decorria era nada mais que a rapacidade da Inglaterra; que suas crianças não se podiam sentar devido à fome, mas viam a voraz garra da Inglaterra em seu prato". As pessoas, Mitchel disse, viam  "os seus alimentos apodrecerem na face da terra", tudo enquanto assistiam a "pesados navios, lotados de milho que suas próprias mãos plantaram e colheram, levantando vela para a Inglaterra".
Mitchel então escreveu sobre uma das primeiras descrições populares da fome, The Last Conquest of Ireland (Perhaps) em 1861, e estabeleceu a visão popular na Irlanda que o tratamento da fome pelos britânicos era assassinato deliberado dos irlandeses. Por isto ele foi processado por sedição, mas foi absolvido pelo júri. Então ele foi processado novamente por traição, e condenado para um exílio de 14 anos nas Bermudas.
O jornal irlandês A Nação, de acordo com Charles Gavan Duffy, insistiu que um dos remédios que o resto da Europa tinha tomado em períodos de desespero era o de manter todo o alimento produzido no país, para alimentar o próprio povo.
A Irlanda era, de acordo com o Ato de União de 1801, parte integral do Império Britânico, "o mais rico império do planeta", e "a parte mais fértil do império". E ainda assim, os representantes eleitos da Irlanda aparentavam estar sem poder para agir em nome do país no Parlamento Britânico. Comentando sobre isto, John Mitchel escreveu: "A ilha era dita pertencer ao Império mais rico do planeta... poderia em cinco anos perder dois milhões e meio de sua própria população (mais de um quarto) pela fome, doenças consequentes da fome e emigração para escapar da fome...".
O período da peste da batata na Irlanda, de 1845 até 1851, foi cheia de confrontos políticos. O movimento de massas Repeal Association declarou que o Ato de União tinha falhado em seus objetivos. O grupo mais radical, Jovem Irlanda, se separou da Repeal Association e tentou uma rebelião armada em 1848, que falharia.

## Resposta do governo

### Reação do governo de Robert Peel

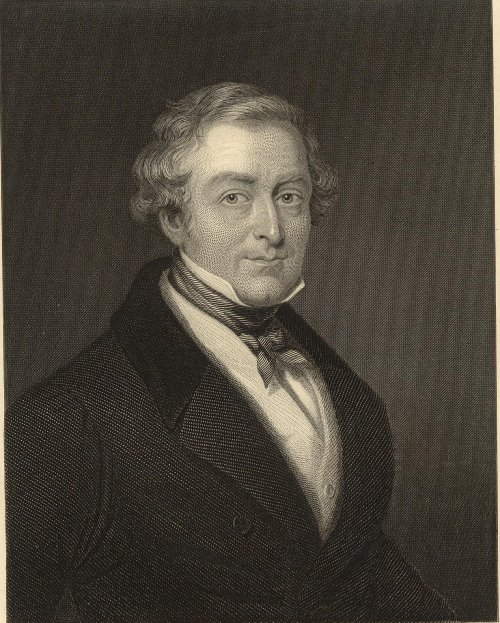
Robert Peel

Francis Lyons caracterizou a resposta inicial do governo Britânico na parte menos severa da crise como "rápida e relativamente bem sucedida". Confrontado com a quebra generalizada das lavouras no outono de 1845, o chefe do governo, Sir Robert Peel, comprou secretamente à América 100 000 libras de milho indiano e farinha de milho. A Baring Bros & Co agiu como agente do governo. O governo esperava que isto serviria para não desestimular as tentativas privadas de ajuda. Devido às condições do tempo, os primeiros navios não chegaram à Irlanda senão no início de fevereiro de 1846.
Este milho então era revendido por um centavo. O milho não havia sido processado e esta tarefa envolvia um longo e complicado processo, que dificilmente iria ser feito localmente. Em adição, antes que os alimentos indianos pudessem ser consumidos, ele tinha que ser cozinhado novamente. Em 1846 Peel aboliu as leis do trigo, tarifas que mantinham o preço artificialmente alto. A situação da fome piorou em 1846 e o fim dessa lei pouco ajudou os irlandeses. E isto ainda dividiu o Partido Conservador, levando à queda de Peel. Em março, Peel criou um programa de obras públicas, mas foi forçado a resignar em 29 de junho. A queda na prática foi em 25 de junho, quando ele foi vencido na Câmara dos Comuns. Dez dias depois, o Lorde John Russell assumiu o cargo.

### Reação do governo de John Russell

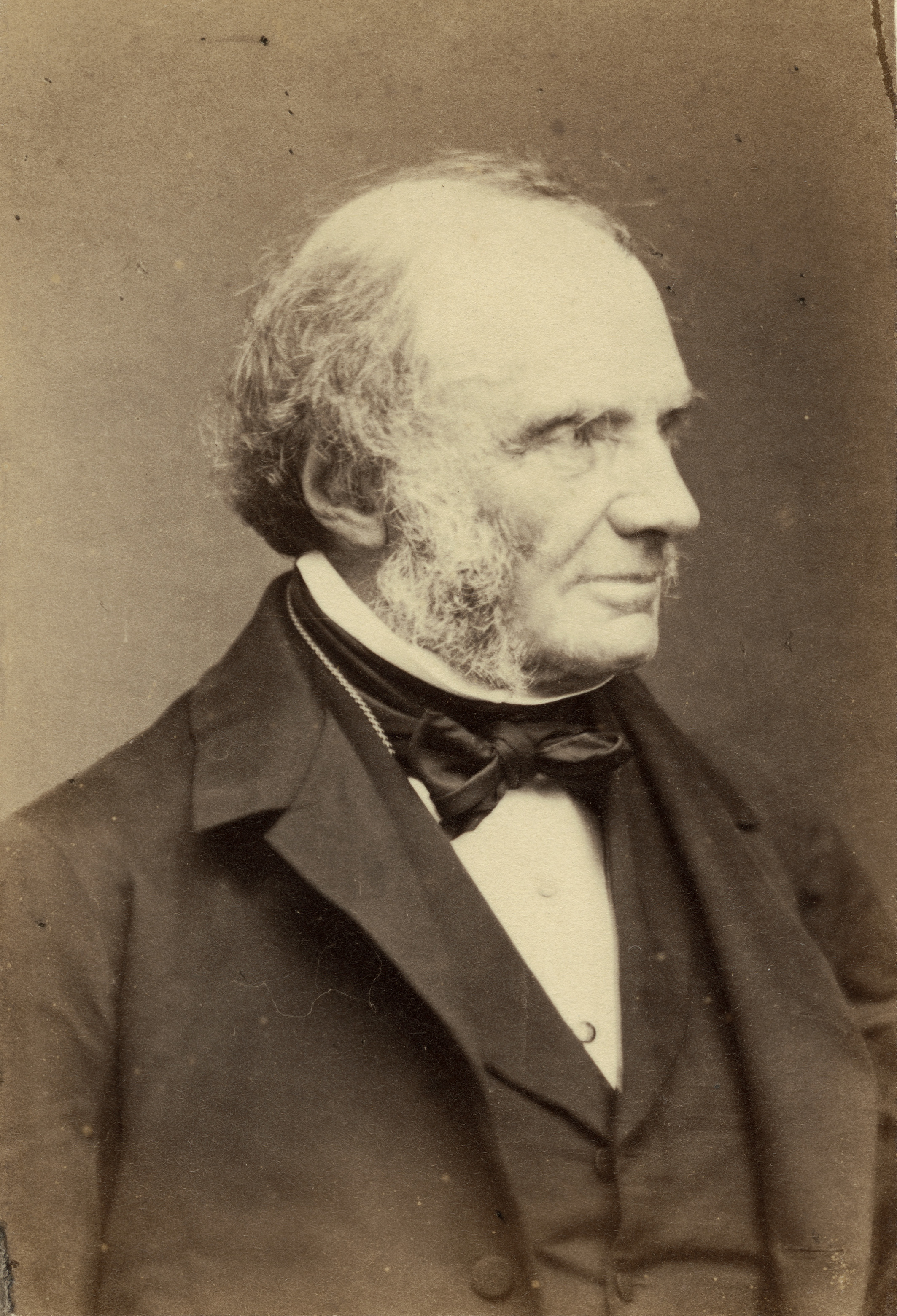
John Russell

Os atos do sucessor de Peel, Lord John Russell, revelar-se-iam comparativamente inadequados, enquanto a crise piorava. Russell introduziu vários projetos públicos, que até dezembro de 1846 empregaram meio milhão de irlandeses e se provaram impossíveis de administrar, Sir Charles Trevelyan, que estava encarregado da administração da ajuda do Governo para as vítimas da fome, na verdade limitou a ajuda, acreditando que "o julgamento de Deus enviou essa calamidade para ensinar aos irlandeses uma lição". Por essa política, ele foi "homenageado" na canção popular irlandesa The Fields of Athenry. Os projetos públicos eram estritamente ordenados de maneira que fossem improdutivos, isto é, eles não gerariam fundos para pagar as próprias despesas. Centenas de milhares de homens doentes e famintos, de acordo com John Mitchel, eram mantidos cavando buracos, quebrando estradas, tudo atividade inútil.
A nova administração dos Whig durante o governo de Russell, influenciado pela sua crença no laissez-faire de que o mercado proveria os alimentos necessários, mas ao mesmo tempo ignorando as exportações de alimentos para a Inglaterra, então parou as obras do governo, deixando as pessoas sem trabalho, dinheiro ou alimentos. Em Janeiro, o governo iniciou um programa de ajuda direta, parte administrado pelo sistema Poor Law inglês, juntamente com sopas distribuídas de graça. Os custos do Poor Law recaiam principalmente nos donos de terra local, que tentavam reduzir seus problemas expulsando os moradores locatários de suas terras. De acordo com James Donnelly, o sistema era organizado assim devido a crença Inglesa que a fome irlandesa deveria ser financiada pelos ricos da própria Irlanda. Foram os proprietários irlandeses vivendo na Inglaterra que criaram a fome em primeiro lugar.
A cláusula Gregory da Poor Law proibia qualquer um que tinha pelo menos um quarto de acre de receber ajuda. Na prática isso significava que se um fazendeiro, tendo vendido toda produção para pagar seu aluguel e taxas, ele estaria reduzido, assim como milhares na mesma situação, a pedir ajuda, mas não recebia nada até entregar toda sua terra de volta ao proprietário. Por essa regra, Mitchel escreveu "apenas o vagabundo saudável era para ser alimentado - se ele tentasse puxar um arado de terra, ele morreria". Esse método era chamado "passar um paupérrimo pela casa de trabalho" - um homem entrava, um pobre saia. Este fatores se combinaram para o abandono de centenas de lotes de terra por parte das pessoas: 90 000 em 1849, e 104 000 em 1850.

### Exportação de alimentos para a Inglaterra
Os registros mostram que os irlandeses exportaram alimentos até durante a fome. Quando a Irlanda passou por uma fome em 1782-1783, os portos foram fechados para manter os alimentos irlandeses na ilha. Os preços locais aumentaram. Os mercadores reclamaram, mas o governo dispersou todos os protestos. Tal não ocorreu na década de 1840.
Cecil Woodham-Smith, uma autoridade da fome irlandesa, publicou em The Great Hunger; Ireland 1845–1849, que nada enfureceu tanto as relações entre a Inglaterra e a Irlanda como a "quantidade indisputável de alimentos exportados para a Inglaterra a partir da Irlanda durante o período no qual as pessoas da Irlanda estavam morrendo de fome". A Irlanda permaneceu como exportador de alimentos durante todo o período da fome.
Christine Kinealy, da Universidade de Liverpool, autora de dois textos sobre a fome, Irish Famine: This Great Calamity e A Death-Dealing Famine, publicou que as exportações irlandesas de gado (exceto porcos) na verdade aumentaram durante a fome. Os alimentos eram enviados sob escolta das partes do país atingidas pela fome. Porém, os pobres não tinham dinheiro para comprar alimentos, e o governo não baniu as exportações..

## Caridade

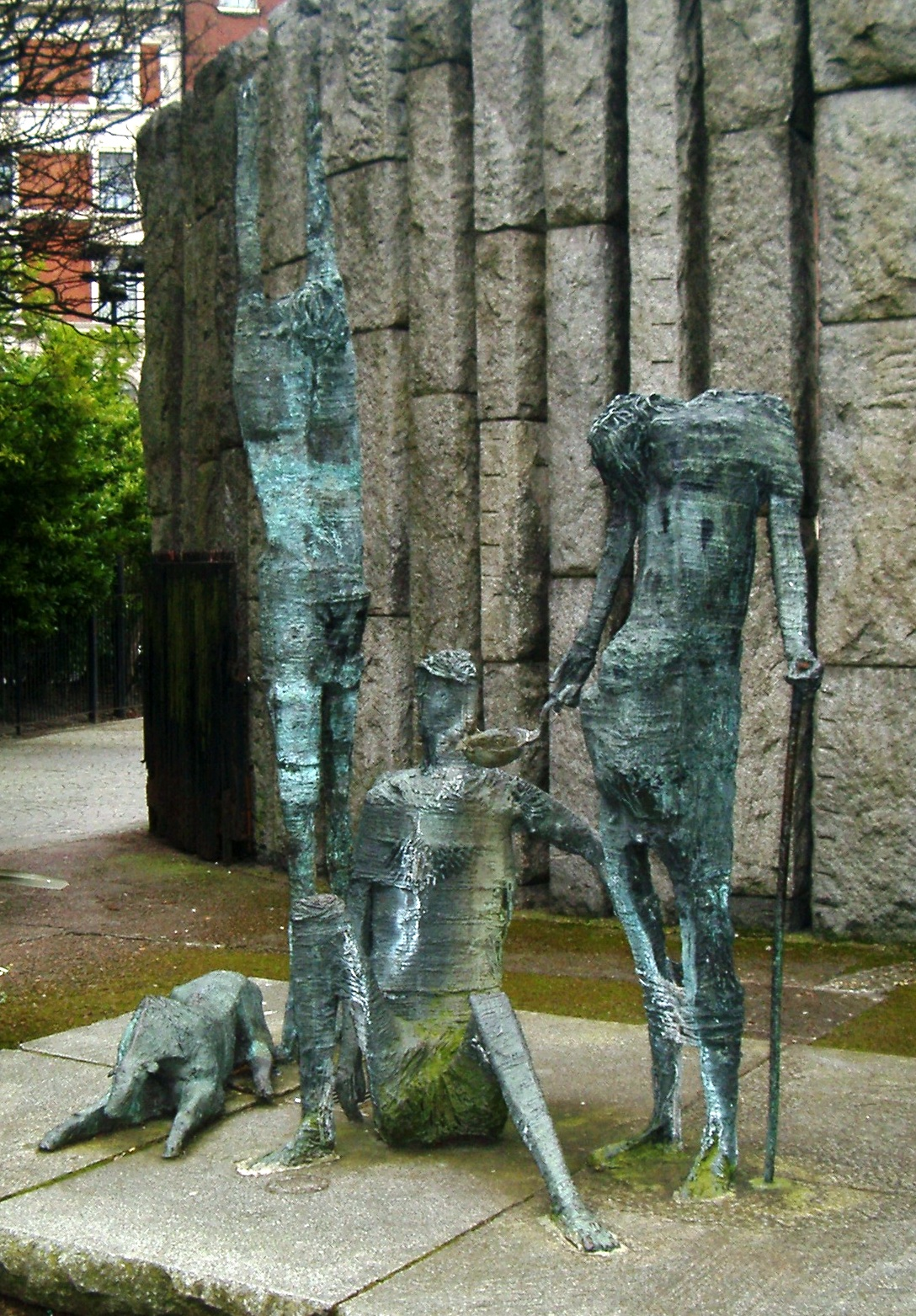
Famine Memorial (1967) por Edward Delaney, no St. Stephen's Green, em Dublin.

William Smith O'Brien, discursando sobre caridade da Repeal Association, em fevereiro de 1845, aplaudiu o fato que o sentimento universal sobre o assunto era que não seria aceite a caridade inglesa. O'Brien expressou a visão que os recursos do país eram mais do que suficientes para adequadamente manter a população e até que esses recursos não tenham sido exauridos, ele esperava que ninguém na Irlanda iria se "degradar" pedindo ajuda para a Inglaterra.
Mitchel publicou sobre isto em seu The Last Conquest of Ireland (Perhaps), dizendo que ninguém da Irlanda jamais pediu por caridade durante o período, e que era a Inglaterra que estava procurando por caridade em nome da Irlanda, e, tendo recebido, também era o responsável por administrar ela.
Grandes quantidades de dinheiro foram doadas por caridade. Calcutá é creditado pela primeira doação de 14 000 libras. O dinheiro foi levantado pelos soldados irlandeses que serviam a Companhia Britânica das Índias Orientais. O Papa Pio IX enviou fundos, e a Rainha Vitória também (doou 2 mil libras).
O quaker Alfred Webb, um dos muitos voluntários na Irlanda na época, escreveu:

Com a fome veio um vasto sistema de proselitismo… e uma rede de associações protestantes bem intencionadas se espalhou em todas as partes mais pobres do país, onde em troca da sopa e outras ajudas angariavam pessoas em suas igrejas e escolas… O movimento deixou sementes amargas que ainda não morreram, e os protestantes, e não sempre excluindo os Amigos, sacrificaram muita da própria influência que um dia eles tiveram…

Em adição as organizações religiosas, organizações não religiosas também vieram em assistência às vitimas. A Associação Britânica de Ajuda era um desses grupos. Fundado em 1847, a Associação levantou dinheiro pela Inglaterra, América e Austrália. Seus fundos se beneficiaram de uma Carta da Rainha, a carta da Rainha Vitória que pedia por dinheiro para aliviar o desespero na Irlanda. Com a carta inicial, a Associação conseguiu 171 533 libras. Uma segunda carta, menos bem sucedida, foi publicada no final de 1847. No total, a Associação levantou 200 000 libras.
Instituições privadas como o comitê central de ajuda da Sociedade dos Amigos (Quakers) tentaram preencher o vazio causado pelo fim da ajuda do governo até ao restabelecimento desta, apesar de a burocracia ter reduzido a velocidade da distribuição dos alimentos.

### Ajuda otomana
Em 1845, o sultão do Império Otomano Abdul Mejide I declarou sua intenção de enviar 10 000 libras para apoiar os irlandeses, mas a rainha Vitória requereu que o sultão enviasse apenas 1 000 libras, já que ela havia enviado somente 2 000. O Sultão enviou as 1 000 libras, mas secretamente enviou também três navios cheios de alimentos. A Inglaterra tentou bloquear os navios, mas os alimentos chegaram à baía de Drogheda e foram deixados ali pelos marinheiros otomanos.

### Índios americanos
Em 1847, sensibilizados com o decorrer da fome irlandesa em 1845-1849, um grupo de índigenas norte-americanos choctaws recolheu 710 dólares e os enviou para ajudar os homens, mulheres e crianças famintos daquele país. "Havia apenas dezesseis anos desde que o povo Choctaw passou pela Trilha das Lágrimas, e também enfrentou fome… Foi um gesto incrível. Pelos padrões de hoje, seria como um milhão de dólares", de acordo com Judy Allen, editora chefe do jornal da Nação Choctaw Bishinik. Para marcar o 150.º aniversário do evento oito irlandeses refizeram a Trilha das Lágrimas, e a doação foi comemorada pela presidente irlandesa Mary Robinson.

## Despejos
Os proprietários das terras eram os responsáveis por pagar as taxas de cada locatário com rendas abaixo de £4 por ano. Os proprietários que tinham suas terras cheias de locatários pobres logo estavam com enormes dívidas com o governo por conta das taxas. Eles então começaram a retirar os locatários pobres de suas pequenas propriedades, juntando-as para formarem propriedades maiores, com aluguel superior a £4 por ano, o que reduziu suas dívidas. Em 1846 houve algumas remoções, mas os grandes despejos em massa vieram em 1847. De acordo com James S. Donnelly Jr., é impossível precisar quantas pessoas foram despejadas durante os anos da fome. Apenas em 1849 é que a policia começou contar as desocupações de terras, e registrou perto de 250 mil pessoas oficialmente despejadas entre 1849 e 1854.
Donnely considera que isto está abaixo do número real e, se for incluído o número de pessoas pressionadas para sair "voluntariamente" de suas terras durante todo o período (1846-1854), o número certamente passaria de meio milhão de pessoas. Helen Litton diz que havia milhares de entregas "voluntárias" de terras, mas também nota que havia muito pouco de voluntário naquele ato. Em alguns casos os locatários eram persuadidos a aceitarem pequenas quantias de dinheiro para deixar suas casas, "enganadas a acreditar que os abrigos lhes aceitariam".
O Condado de Clare teve um dos piores despejos, quando os proprietários expulsaram milhares de famílias e demoliram seus abarracados locais de residência. O Capitão Kennedy, em Abril de 1848, estimou que perto de 1 000 casas, com uma média de seis pessoas em cada, foram demolidas a partir de novembro.
Depois de Clare, a área mais atingida pelos despejos foi o Condado de Mayo, totalizando 10% de todos os despejos entre 1849 e 1854. O Conde de Lucan, que era dono de mais de 24 000 hectares de terra, foi um dos piores proprietários. Consta que teria afirmado "que não criaria paupérrimos para pagar padres". Tendo despejado em Ballinrobe mais de 2 000 locatários, utilizou a terra para a criação de gado. Em 1848 o Marquês de Sligo devia 1 650 libras à Westport Union. O marquês também era um proprietário que despejava as pessoas, apesar de dizer que procedia seletivamente, despejando apenas os que eram claramente vagabundos e desonestos. Ele despejou pessoas de aproximadamente um quarto do total das suas propriedades.
De acordo com Litton, os despejos talvez tenham acontecido anteriormente ao tempo da fome, mas por medo de sociedades secretas. Porém, agora elas estavam enfraquecidas por conta da catástrofe. Vinganças aconteceram ocasionalmente, com sete proprietários de terras atacados, seis fatalmente, durante o outono e inverno de 1847. Dez outros ocupantes de terras sem locatários também foram assassinados.
O Lorde Clarendon, alarmado que isso pudesse ser uma rebelião, pediu poderes especiais. Lorde John Russell não simpatizava com esse apelo. Lorde Clarendon acreditava que os proprietários das terras eram os responsáveis pela tragédia, em primeiro lugar, dizendo "É um tanto verdade que estes proprietários na Inglaterra não querem ser alvejados como lebres e perdizes… mas também nenhum proprietário na Inglaterra descartou expulsar pessoas pobres para sempre e queimar suas casas sobre suas cabeças, não lhes deixando nenhuma provisão para o futuro". O ato de Crimes e Ultrajes foi aprovado em 1847 como um compromisso para tropas adicionais para a Irlanda.
Através da notória «cláusula Gregory», descrita por Donnely como uma "emenda viciosa na Poor Law Irlandesa", nomeada como uma homenagem a William H. Gregory, e habitualmente conhecida como a "cláusula do quarto de acre", dizia que nenhum locatário com mais de um quarto de acre era elegível para assistência pública dentro ou fora dos abrigos. Inicialmente, os comissários e inspetores viam a cláusula como um instrumento valioso para uma administração mais eficiente da ajuda contra a fome, mas logo as falhas se tornaram aparentes, até de um ponto de vista administrativo: passaram a ver a emenda como um pouco mais que homicídio, de uma perspetiva humanística. De acordo com Donnelly, logo ficou óbvio que a cláusula do quarto de acre era "indiretamente um instrumento sinistro".

## Emigração

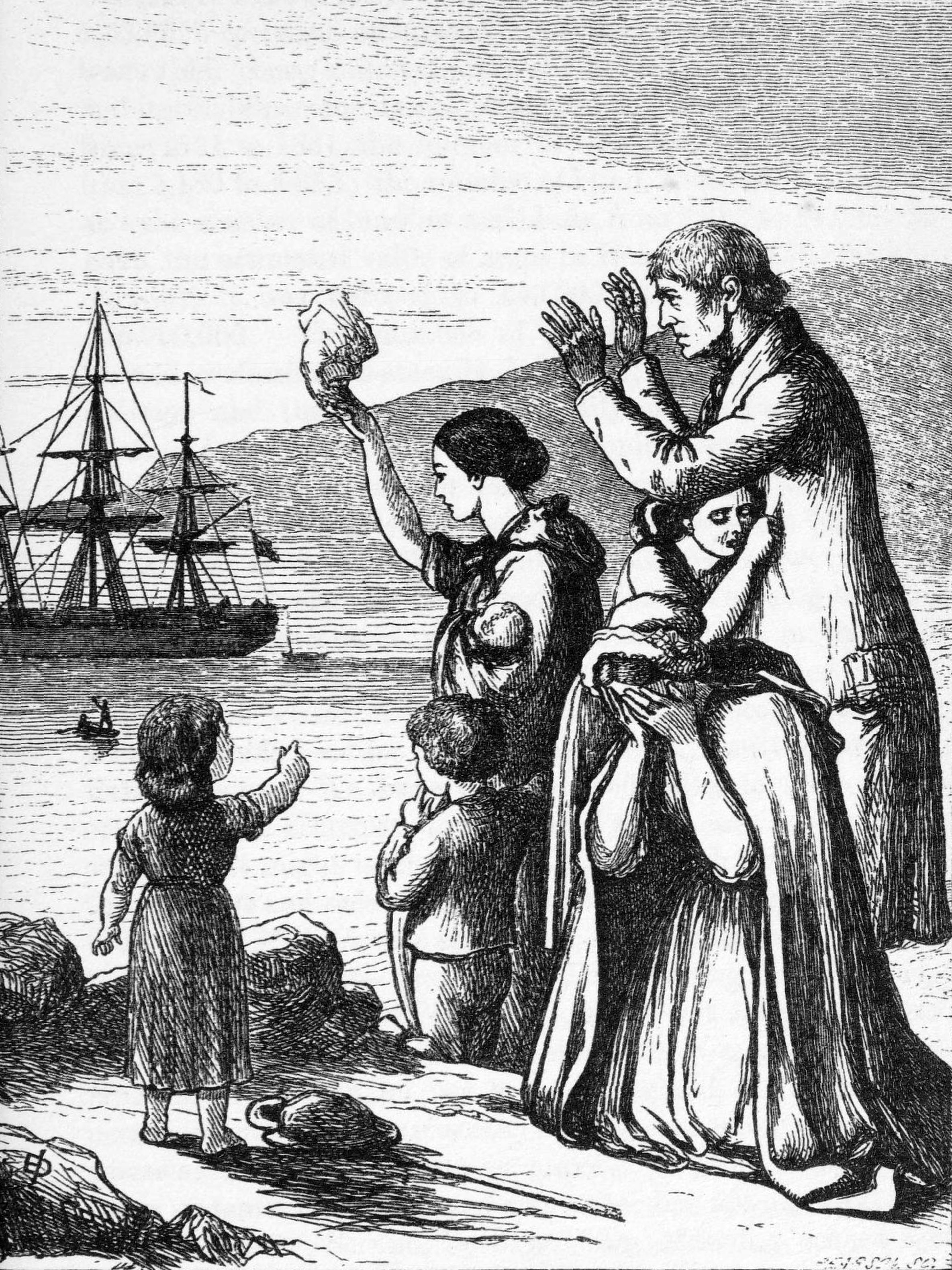
Emigrants Leave Ireland, gravura por Henry Doyle (1827–1892), de 1868.

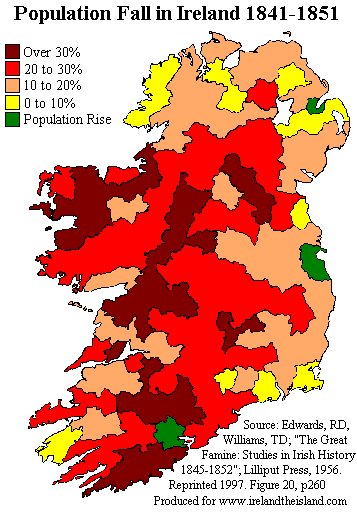
Mapa temático das alterações populacionais na Irlanda (1841 a 1851).

Gráfico de escala adaptada mostrando a diferença no padrão de crescimento das populações da Europa e da Irlanda a partir de 1750.

A fome foi responsável por um aumento significativo da emigração da Irlanda, entre 45% e 85%, dependendo do ano e do condado, mas não foi a única causa. Não foi esta sequer a época em que a emigração em massa da Irlanda começou. A emigração pode ser datada de meados do século XVIII, quando um quarto de milhão de pessoas deixou a Irlanda em direção ao Novo Mundo, por um período de 50 anos. Da derrota de Napoleão até ao inicio da fome, um período de 30 anos, "pelo menos 1 000 000, possivelmente 1 500 000, emigraram". Porém, na pior parte da fome, a emigração atingiu cerca de 250 000 em apenas um ano, com a maioria dos emigrantes saindo da Irlanda Ocidental.
Famílias em massa não emigravam, apenas os membros mais jovens. Tanto assim foi que a emigração se tornou uma espécie de rito de passagem, como é evidenciado pelos dados que mostravam que, diferentemente de emigrações similares durante a história, as mulheres emigravam em mesmo número que os homens. Os emigrantes iniciavam a nova vida e remetiam dinheiro, "atingindo 1 404 000 libras em 1851", para as suas famílias na Irlanda.
A emigração durante os anos da fome em 1845 até 1850 era sobretudo dirigida para a Inglaterra, Escócia, Estados Unidos, Canadá e Austrália. Muitos dos que foram para as Américas usavam a já bem estabelecida Linha McCorkell.
Dos 100 000 irlandeses que navegaram para o Canadá em 1847, estima-se em um quinto os que morriam de fome e desnutrição, incluindo cinco mil em Grosse Île. Atingir uma mortalidade de 30% em alguns navios era comum.
Em 1854, entre 1,5 e 2 milhões de irlandeses abandonaram o seu país devido a despejos, fome e condições de vida horríveis Na América, a maioria dos irlandeses se tornaram andarilhos: com pouco dinheiro, muitos tinham que ficar nas cidades onde os seus navios ancoravam. Em 1850, os irlandeses eram um quarto da população de Boston, Nova Iorque, Filadélfia e Baltimore. Muitos irlandeses tornar-se-iam maioria em algumas comunidades de mineração das Américas.
O censo de 1851 no Canadá reportou que mais de metade dos habitantes de Toronto eram irlandeses, e em 1847 apenas, 38 000 irlandeses famintos invadiram uma cidade com um pouco mais de 20 000 cidadãos. Outras cidades do Canadá também receberam grandes quantidades de emigrantes irlandeses, já que o Canadá, como parte do Império Britânico, não podia fechar seus portos para os navios irlandeses como os Estados Unidos, e as passagens podiam ser adquiridas por baixo preço (ou até de graça no caso de despejos, dependendo do proprietário). Porém, com medo de uma revolta nacionalista, o governo Britânico passou a criar barreiras para a emigração irlandesa no Canadá após 1847, resultando em um aumento para as emigrações para os Estados Unidos.
A fome marcou o início de um rápido declínio populacional na Irlanda no século XIX. A população havia aumentado entre 13% e 14% nas primeiras três décadas do século XIX. Entre 1831 e 1841 a população cresceu 5%. A aplicação das ideias de Thomas Malthus, sobre a população se expandir geometricamente enquanto os recursos aumentavam linearmente, eram populares durante os períodos da fome em 1817 e 1822. Porém, na década de 1830, uma década antes da grande fome, essas teorias eram vistas como simplistas demais.

## Rebelião de 1848

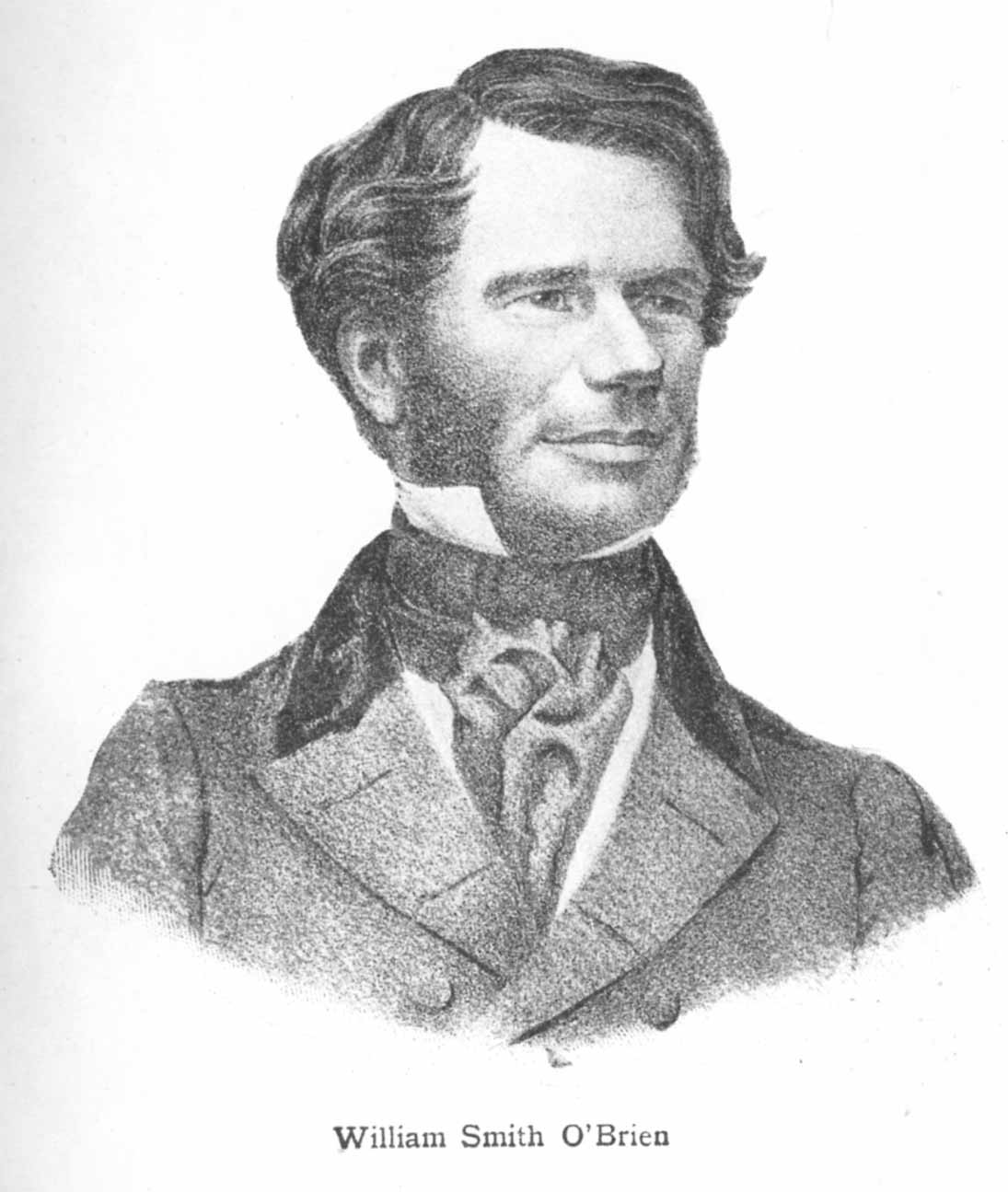
William Smith O'Brien.

Em 1847, William Smith O'Brien, o líder do partido Jovem Irlanda, tornou-se num dos fundadores da Confederação Irlandesa, e fez campanha para abandonar o Ato de União de 1800, reclamando o fim das exportações de alimentos e o encerramento dos portos. No ano seguinte O'Brien organizou uma resistência de trabalhadores sem terra no Condado de Tipperary contra os proprietários de terras e seus agentes.
Entre 23 e 29 de julho de 1848, O'Brien, Meagher e Dillon apelaram à revolta à medida que viajavam entre os condados de Wexford, Kilkenny e Tipperary. A última grande reunião dos líderes da Jovem Irlanda ocorreu em 28 de julho. No dia seguinte, O'Brien estava no local, onde havia barricadas, chamado "The Commons", tentando evitar a prisão. Refugiando-se numa casa e fazendo alguns reféns, O'Brien ver-se-ia obrigado a falar com a polícia através de uma janela, O'Brien afirmaria "Somos todos irlandeses. Deixei as armas e serão livres". No entanto, alguma coisa ocorreu e degenerou em tiroteio, registando-se vários feridos. Vários líderes revoltosos foram acusados e condenados por sedição, o que implicava a pena de morte. As suas sentenças foram depois comutadas por um desterro na Terra de Van Diemen (Tasmânia), onde foram separados por várias colónias penais. Meagher e John Mitchel conseguiriam escapar e emigraram para os Estados Unidos na década de 1850.

## Mortos
Não se sabe quantos morreram no período da fome, mas tem-se como certo que mais pessoas morreram de doenças do que da fome em si. O registro estatal de nascimentos, casamentos e mortes não havia começado ainda, e os registros mantidos pela Igreja Católica são incompletos.
Uma estimativa foi atingida comparando a população esperada com seus eventuais números da década de 1850. Uma previsão esperada era que em 1851 a Irlanda tivesse uma população entre 8 e 9 milhões. Um censo feito em 1841 revelou uma população de um pouco mais de 8 milhões. Um censo imediatamente após a fome em 1851, contou 6 552 385, uma queda de aproximadamente 1 500 000 em dez anos. O historiador moderno R.J. Foster estima que 'pelo menos 775 000 morreram, a maioria por doenças, incluindo cólera nos estágios iniciais do holocausto'. Ele nota que uma 'recente estimativa computada estima as mortes de 1846 até 1851 entre um milhão e um milhão e meio; após uma critica cautelosa disso, outros estatísticos chegaram na figura de 1 000 000.' Em adição, milhões emigraram para outros países nas décadas seguintes.
| Leinster                                                                                          | Munster | Ulster | Connacht | Irlanda |
| ------------------------------------------------------------------------------------------------- | ------- | ------ | -------- | ------- |
| 15,3                                                                                              | 22,5    | 15,7   | 28,8     | 20      |
| Tabela de Joe Lee, The Modernisation of Irish Society (Gill History of Ireland Series No.10) p. 2 |         |        |          |         |

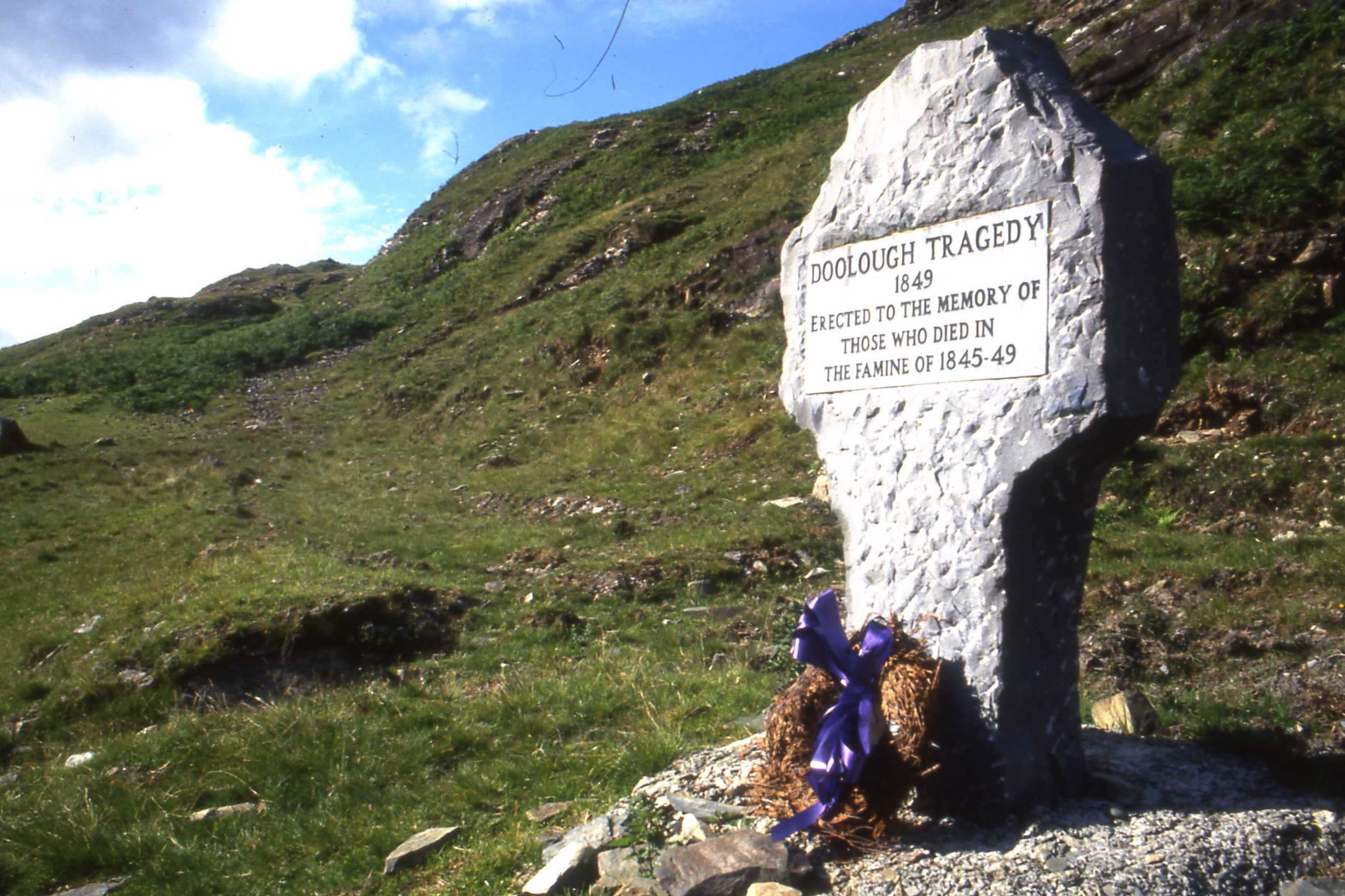
Memorial às vítimas da grande fome em Doolough, condado de Mayo

Talvez a estimativa mais conhecida das mortes referentes aos condados são as de Joel Mokyr. O intervalo dos números de Mokyr vão de 1,1 a 1,5 milhões de mortos da fome na Irlanda entre 1846 e 1851. Mokyr produziu dois conjuntos de dados que continham a estimativa superior e inferior, que não mostravam muitas diferenças nos padrões regionais. Devido a essas anomalias, Cormac Ó Gráda, fez uma revisão do trabalho de S.H. Coursen. As estimativas de mortalidade de Coursen dependia fortemente das informações retroativas contidas no censo de 1851. As tabelas das mortes contidas no censo de 1851 foram muito criticadas, como uma subestimativa da real extensão da mortalidade. O numero de Cousen de 800 mil agora é tido como muito baixo. Existe um numero de razões para isso, porque a informação era coletada dos sobreviventes e tendo que se lembrar dos últimos 10 anos, ela subestima a real extensão das doenças e das mortes. Mortes e emigração eliminaram famílias inteiras, deixando poucos ou nenhum sobrevivente para responder às perguntas do censo.
Outra área de incerteza está nas descrições das doenças dadas pelos cidadãos como a causa da morte de seus parentes. Apesar do trabalho de Wilde ter sido criticado como subestimativa da real extensão da mortalidade, ele provê dados de história médica da Grande Fome. As doenças que afetaram a população caíram em duas categorias, doenças induzidas pela fome, e doenças de desnutrição. Das deficiências nutricionais, o mais comum era fome e marasmo, assim como uma condição chamada na época de dropsy. Dropsy (edema) era o nome popular dado ao sintoma de várias doenças, como o kwashiorkor, que era associado à fome. A maior mortandade porém não eram de doenças de má nutrição, mas de doenças induzidas pela fome. Os desnutridos eram extremamente vulneráveis a infecções, portanto, as mais severas delas ocorriam. Sarampo, diarreia, tuberculose, pertússis, vermes, e cólera, todos estavam associadas ao estado nutricional. Doenças potencialmente letais como varíola e gripe, eram tão virulentas, que sua disseminação era independente da nutrição.
Uma causa significante do contágio das doenças na fome era o deslocamento social. O melhor exemplo desse fenômeno era a febre, que tinha o maior número de mortos. Na ideia popular, além da opinião médica, febre e fome estavam relacionados. Essa visão não era totalmente errada, mas a conexão mais crítica era juntar os famintos nas cozinhas para distribuição de sopas, armazéns de alimentos, e abrigos, esta era a condição ideal para a disseminação de doenças infecciosas. Sobre as doenças relacionadas com a diarreia, sua presença era resultado da má higiene e mudanças dietárias. O golpe de misericórdia em uma população incapacitada pela fome foi dado pela cólera. A cólera já havia tido um surto breve na Irlanda, na década de 1830. Mas na década seguinte espalhou-se descontroladamente pela Ásia, Europa, Reino Britânico e finalmente atingiu a Irlanda em 1849.
Sobre o censo de 1851, tanto Cormac Ó Gráda como Jorl Mokyr descrevem como sendo uma fonte falha. Eles argumentam que a combinação de estimativas institucionais e pessoas proviam um relato tendencioso e incompleto das fatalidades da fome. Ó Gráda, referenciando o trabalho de W.A. MacArthur, declarou que especialistas sempre disseram que as tabelas de mortalidade do censo deixavam muito a desejar em termos de precisão.

## Consequências e recordação do evento
A batata continuaria a ser a produção agrícola principal da Irlanda depois da fome. No final do século XIX, o consumo per capita de batata na ilha era de 4 libras por dia, o mais alto do mundo. Fomes posteriores tiveram um impacto bem menor e são geralmente minimizadas ou esquecidas, exceto pelos historiadores. No recenseamento de 1911, a ilha da Irlanda tinha cerca de 4,4 milhões de habitantes, aproximadamente o mesmo que em 1800 e 2000, e cerca de metade da sua maior população histórica.
A visão contemporânea deste evento era duramente crítica com a resposta do governo de Russell e com a gestão da crise. Desde o início que houve acusações ao governo de incapacidade de prever a magnitude do desastre. Sir James Graham, que foi Secretário de Estado para os Assuntos Internos no último governo de Robert Peel, escreveu a este que, em sua opinião, "a real extensão das dificuldades irlandesas são subestimadas pelo governo, e não podem ser colmatadas por medidas no âmbito estreito da ciência económica.". Na visão atual, é ainda um assunto controverso na história da Irlanda. Debates e discussões sobre o papel do governo britânico à falha na colheita de batata e consequente fome de grande escala, e se tal poderia ser visto como genocídio por omissão, permanecem questões polémicas dos pontos de vista histórico e político.

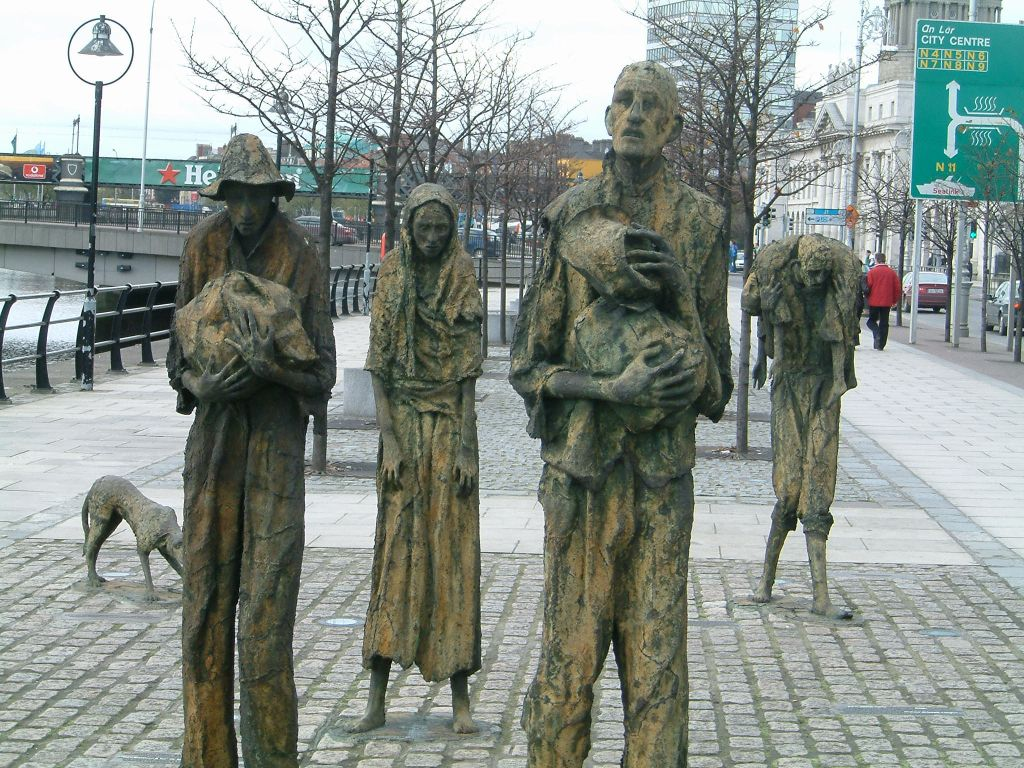
Memorial às vítimas da fome em Dublin.

A tragédia é recordada em vários memoriais por toda a Irlanda, especialmente nas regiões que sofreram as maiores perdas, e nas cidades de todo o mundo para onde significativas comunidades de irlandeses emigraram. Entre estes memoriais incluem-se o dos Custom House Quays, em Dublin, com esculturas de figuras esquálidas, do artista Rowan Gillespie, figuras essas que estão como que a dirigir-se para os navios no Dublin Quayside. Há também um grande memorial no Murrisk Millennium Peace Park ao pé de Croagh Patrick no condado de Mayo. Entre os memoriais nos Estados Unidos merece destaque o Irish Hunger Memorial em Nova Iorque, cidade onde muitos irlandeses chegaram para fugir à fome.
Passado já mais de um século e meio sobre a grande fome, um aspeto que permaneceu ligado à cultura irlandesa tem sido o empenho de muitos irlandeses, famosos ou não, no combate à fome a nível internacional. Em 1985 o irlandês Bob Geldof, fundador do Live Aid, revelou que o povo da Irlanda contribuiu para a recolha de fundos desta campanha com o maior valor per capita do que o de qualquer outro pais. Diversas ONGs irlandesas desempenham um papel central no combate à fome em África. Em 2000, Bono, cantor da banda U2, fez campanha pela anulação da dívida de países africanos por ocasião do lançamento da iniciativa "Jubilee 2000".